# Bursa fabricius
Bursa fabricius er en divertikel i unge fugles kloak, og er en del af fuglens immunforsvar, der svarer lidt til brislen hos pattedyr.